# Sambreville

Sambrevilles vapen

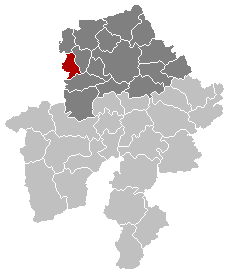
Sambrevilles läge inom provinsen Namur

Sambreville är en kommun i provinsen Namur i regionen Vallonien i Belgien. Sambreville hade 27 170 invånare per 1 januari 2008.